# Костен
Вижте пояснителната страница за други значения на Костен.
Костен е село в Югоизточна България. То се намира в община Сунгурларе, област Бургас.

## География
Село Костен отстои на 16 км източно от общинския център Сунгурларе, на 27 км от Карнобат и на 80 км от областния център Бургас. Землището на село Костен граничи с тези на съседните села Раклица, Невестино и Климаш, с което го свързва еднолентов общински асфалтов път BGS2269 от мрежата на Републикански път II-73. Югозапазно от селото преминава железопътната линия Карнобат – Варна, без спирка в населеното място. Селото се намира в подножието на Карнобатска планина, чиято най-висока точка връх Илийца (684 м) отстои на 1500 м от Костен. От връх Илийца в селото се спускат две реки, по течението на които са разположени каменни чешми. На север от селото се намират и други невисоки хълмове с широколистна и иглолистна растителноста (1,52% от горските територии в община Сунгурларе), обитавани от горски животни като дива свиня, сърна, множество птици и влечуги. Често срещани са отровните змии пепелянки.
Южно от селото е изграден микроязовирът Костен-152, попадащ в обсега на Източно-беломорски район за басейново управление – Пловдив, в басейна на река Тунджа. Общата площ на земеделските земи в Костенското землище възлиза на 10488,5 дка.
Според нето и бруто жилищни територии спрямо нормативите за различните видове населени места село Костен се класифицира като малко село. Пощенски станции има в почти всички населени места на общината, с изключение на Костен и селата Дъбовица, Горово, Климаш, Босилково, Камчия, Завет. Прогнозата за икономическото развитие включва и Общинския план за развитие на община Сунгуларе за периода 2014 – 2020 г. включва изграждане на исторически комплекс в с. Костен. Предвижда се обособяване на вилна зона с площ от 0,3 ха южно от селото, местност „Петкова чешма“.

## История
Късноантична крепост „Калето“ е разкрита на 1.12 km северно по права линия от село Костен. Разположена е върху едноименното възвишение, под най-високия връх на Карнобатската планина – Илийца. Има неправилна форма, с широка страна на запад и стеснена на юг. Входът е разположен от юг. Северозападната стена е дълга 28 m, северната – 112 m и завършва с кула, източната – 14 m, южната – 116 m, като преминава в западна с дължина около 50 m. Крепостта е силно разрушена. Само по южната крепостна стена има отсечка с дължина 8 m и височина до 1 m. Градеж – лице от дялани камъни, споени с бял хоросан. Крепостта има и външен отбранителен пояс. Външния пояс обхваща крепостта от север, изток и отчасти от юг. Крепостната стена е широка 2 m. От източната страна има и крепостен ров. Крепостта е датирана към периода V-VII
век
През 1861 г. Софроний Врачански, пръв последовател на делото на Свети Паисий Хилендарски, свидетелства в своята хроника „Житие и страдания на грешния Софроний“ за селото като предстоятел на църквата му.

## Население

### Етнически състав
Преброяване на населението през 2011 г.
Численост и дял на етническите групи според преброяването на населението през 2011 г.:
|                     | Численост |
| Общо                | 363       |
| Българи             | 27        |
| Турци               | 336       |
| Цигани              | -         |
| Други               | -         |
| Не се самоопределят | -         |
| Неотговорили        | -         |

## Културни и природни забележителности
Към обектите на културното наследство в община Сунгурларе в Костен се класифицират четири:
- 95. Паметник на Софроний Врачански, исторически обект с местно значение, разположен на 2 км югоизточно от центъра на с. Костен;
- 96. Църква „Архангел Михаил“, художествен паметник. Костенската църква „Св. Архангел Михаил“ е известна със запазения си възрожденски архитектурен стил и мистично-религиозна каменна пластика. През Възраждането тук е служил поп Стойко Владиславов, по-известен в българската история като Софроний Врачански. В музейната сбирка в град Сунгурларе има обособен отдел по археология, а също така от 2006 г. и иконна зала, в която са изложени икони от църквата.[5] Тук се намира и първото килийно училище, изградено на територията на днешната Бургаска област.
- 97. Двете могили в лозята, археологически паметник с национално значение;
- 98. Три могили по пътя Костен-Раклица, археологически паметник с национално значение.

Военен паметник е Мраморната паметна плоча в двора на кметството, посветена на загиналите в Първата световна война 1914 – 1918 г.

## Личности
- Проф. Жельо Авджиев (1920 – 92), литературовед;
- Атанас Вълчев (1937 – 2010), гъдулар. Според твърдения на костенци е прекарал детството си в селото, доставяйки наслада с виртуозните си изпълнения на българска народна музика.